# Nick Thorpe
Nick Thorpe (Upnor, Kent, 1960. február –) a BBC kelet-közép-európai tudósítója, Magyarország-szakértő. 1983 óta Budapesten él és dolgozik. 1986-ban lett a BBC budapesti tudósítója, 1996-ban pedig a műsorszolgáltató közép-európai tudósítója.

## Élete és munkássága
Az angliai Kent megyében lévő Upnor településen született. Egyetemi tanulmányait Reading egyetemén végezte modern nyelvek szakon. A szenegáli Dakar, valamint a németországi Freiburg im Breisgau egyetemén folytatott posztgraduális tanulmányokat.
1983-ban érkezett Magyarországra egy béketüntetésre, és családi okok miatt itt telepedett le. Magyar feleségével és már öt fiával azóta is Budapesten él. 1986-ban lett a BBC budapesti állandó tudósítója. Munkaterülete 1996-ban kibővült más kelet-közép-európai országokkal, így Romániával és Bulgáriával is.
2009-ben könyvet jelentetett meg a kelet-közép-európai rendszerváltozásokról Befejezetlen forradalom címmel. Dokumentumfilmeket is készített a Duna Televízió és az MTV számára.

## Családja
Felesége Andrea, öt fiuk Samu, Máté, Dániel, Gáspár és Jakab.

## Magyarul
- A Duna. Utazás a Fekete-tengertől a Fekete-erdőig; ford. Gebula Judit; Scolar, Bp., 2015
- Sír az út előttem. Remények és félelmek a menekültek Európába vezető útján; ford. Gebula Judit, Rajki András, Nyuli Kinga; Scolar, Bp., 2018

## Fordítás
- Ez a szócikk részben vagy egészben a Nick Thorpe című angol Wikipédia-szócikk ezen változatának fordításán alapul.  Az eredeti cikk szerkesztőit annak laptörténete sorolja fel. Ez a jelzés csupán a megfogalmazás eredetét és a szerzői jogokat jelzi, nem szolgál a cikkben szereplő információk forrásmegjelöléseként.